# Готешть (Молдова)
Готешть (рум. Gotești) — село в Кантемірському районі Молдови. Адміністративний центр однойменної комуни, до складу якої також входить село Константінешть.